# Hipermnèsia
Hipermnèsia, o síndrome hipermnèsica, també anomenada hipertimèsia, és una condició de la memòria, consistent en l'augment de la funció d'evocació, sense que s'observi una hiperfunció pel que fa a la capacitat d'emmagatzematge de memòria. Les persones afectades per aquesta síndrome tenen una memòria autobiogràfica superior, és a dir, que poden recordar fins al més mínim detall.

## Etimologia
El terme "hipermnèsia" deriva del grec hiper = 'excés' i "timesia" = thymesis (θύμησις) 'recordar'. Com es va descriure per primera vegada el 2006 en un article de Neurocase titulat "Un cas inusual del record autobiogràfic", les dues característiques definitòries d'hipermnèsia son:
1. la persona utilitza una quantitat anormalment gran de temps a pensar sobre el seu passat personal;
2. la persona té una extraordinària capacitat per poder recordar esdeveniments específics del passat en general, i personal.

## Capacitats
Els individus amb hipermnèsia poden recordar els esdeveniments que han experimentat personalment. A una persona hipermnèsica se li pot indicar una data i descriurà els fets ocorreguts aquest dia, fins i tot el clima i molts detalls aparentment trivials que la majoria de gent no seria capaç de recordar. Poden recordar en quin dia de la setmana va caure cada data, però no són necessàriament calculadors de calendari com les persones amb autisme o síndrome de savant; els seus records es limiten als dies en un calendari «mental personal». L'associació mental es produeix de manera automàtica i de forma obsessiva. D'altra banda, la hipnosi sembla poder provocar en algunes persones una hipermnèsia transitòria.

## Casos
S'han detectat múltiples casos d'hipermnèsia, amb sis d'ells estudiats en detall. Els investigadors de la Universitat de Califòrnia a Irvine Elizabeth Parker, Larry Cahill i James McGaugh van estudiar aquesta síndrome en una dona identificada només per les inicials "AJ" (que més tard va revelar la seva identitat com a Jill Price, de Los Angeles, en un llibre publicat el 9 de maig de 2008), la memòria de la qual es caracteritza com "sense pausa, incontrolable, i automàtica". AJ es va adonar dels canvis bàsics en la seva memòria el 1974, quan tenia vuit anys. A partir de 1980, pel que sembla, pot recordar tots els dies.
Després que l'estudi fos publicat el 2006 en la revista Neurocase, van aparèixer més casos amb aquesta capacitat. Fins ara, es consideren altres tres casos com a autèntics: un home de l'estat de Wisconsin anomenat Brad Williams, i Rick Baron de l'estat d'Ohio. Un quart cas ha estat identificat pels investigadors.
El neuropsicòleg rus Aleksandr Lúriya va documentar un cas inusual de memòria en el seu llibre La ment d'un mnemotecnista: un petit llibre sobre una vasta memòria. Es tracta d'un jove rus, Solomón Shereshevski, molt diferent de Jill Price (AJ), que podia memoritzar quantitats pràcticament il·limitades d'informació deliberadament, mentre que Price no podia fer-ho. Ella només podia recordar la informació autobiogràfica (i els esdeveniments que havia vist personalment en les notícies o que havia llegit). No era gaire bona per memoritzar qualsevol cosa, segons l'estudi publicat en Neurocase. Shereshevskii també va ser famós com un cas interessant de sinestèsia.
A mesura que la hipermnèsia es va coneixent, més gent s'anima a revelar que posseeix aquesta característica. El 19 de desembre de 2010, Marilu Henner, l'estrela de la recordada sèrie televisiva nord-americanaTaxi, es va presentar al famós programa 60 minuts de la cadena CBS, en què va reconèixer que posseïa l'habilitat denominada «memòria autobiogràfica superior». Henner va afirmar que recordava gairebé tots els dies de la seva vida des que tenia 11 anys. El programa va començar com una història sobre la supermemòria de la violinista Louise Owen, però la directora Lesley Stahl va comentar que la seva amiga Marilu Henner tenia una capacitat similar i es va convertir en una dels cinc participants en la història (dels vuit casos coneguts).